# Lijst van vlaggen van Albanese deelgebieden
Dit artikel bevat een lijst van vlaggen van Albanese deelgebieden. Albanië bestaat uit 12 prefecturen.

## Vlaggen van de Albanese prefecturen

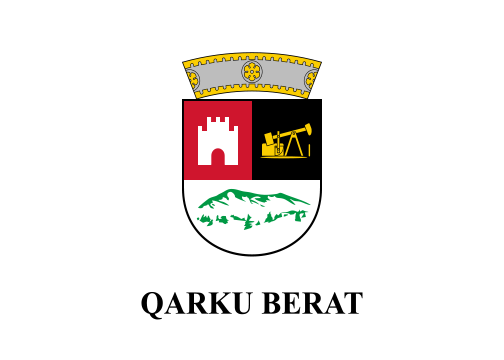
Berat
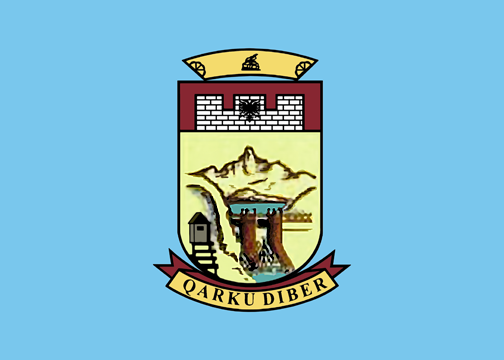
Dibër
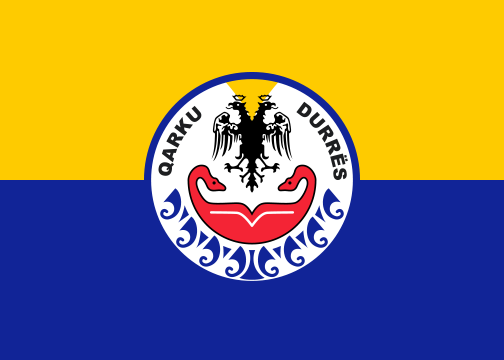
Durrës
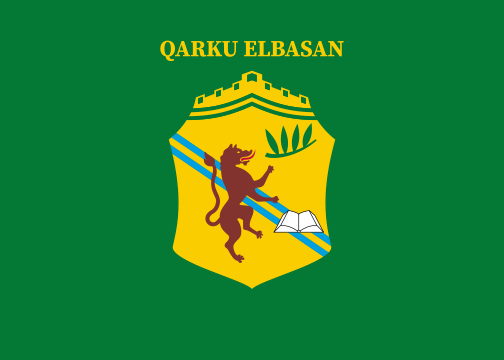
Elbasan
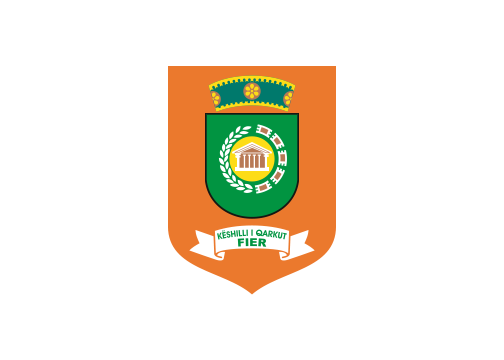
Fier
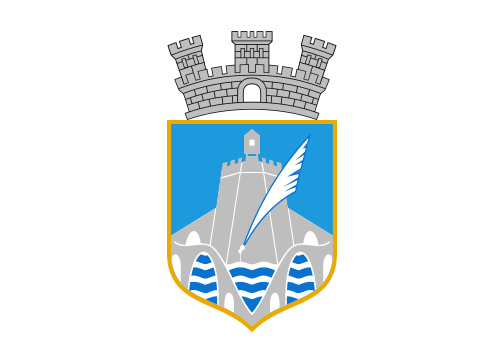
Gjirokastër
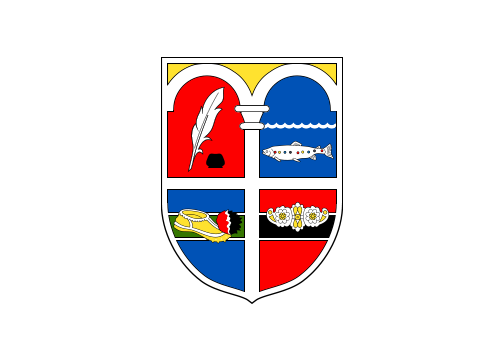
Korçë
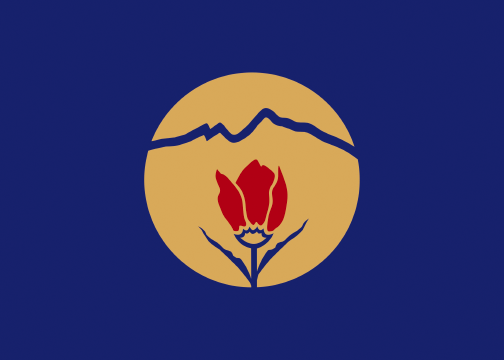
Kukës
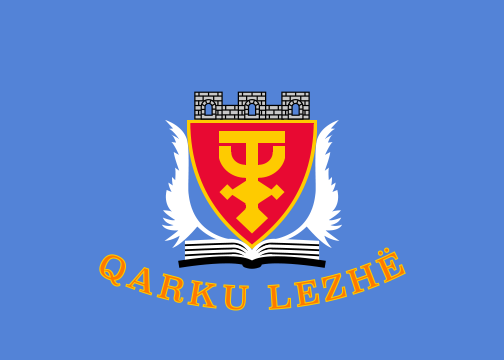
Lezhë
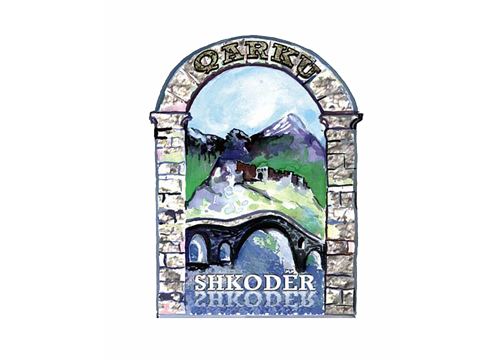
Shkodër
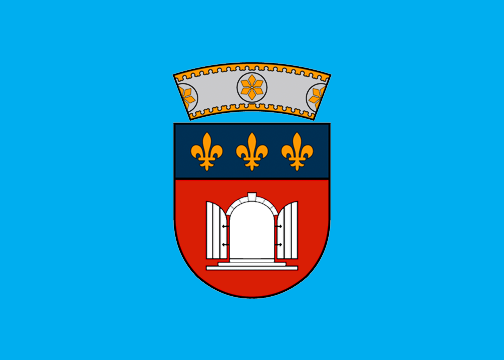
Tirana
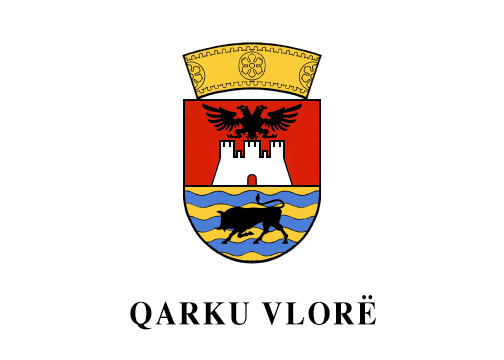
Vlorë